# A. Arnold Gillespie
Albert Arnold Gillespie (* 14. Oktober 1899 in El Paso, Texas, USA; † 3. Mai 1978 in Los Angeles, Kalifornien, USA) war ein US-amerikanischer Spezialeffekt-Experte und Art Director.

## Leben und Werk
A. Arnold Gillespie studierte zunächst an der Columbia University und der Art Students League of New York, bevor er 1922 seine Tätigkeit in der Filmindustrie bei Paramount begann. Nach seinem Wechsel 1924 zur Metro-Goldwyn-Mayer waren seine Tätigkeiten bis 1936 Bühnenbildner, Animator und Art Director, wobei er sich nicht genau auf ein Themengebiet festlegen ließ. Ab 1936 bis zu seiner Pensionierung 1965 leitete er dann bei MGM den Bereich Spezialeffekte. In dieser Zeit wurde er fünf Mal mit dem Oscar ausgezeichnet, unter anderem für Ben Hur. Eine seiner besten Arbeiten, Alarm im Weltall, wurde zwar für den Oscar nominiert, aber im Jahre 1957 ging die Auszeichnung in der Kategorie Beste Spezialeffekte an Die zehn Gebote.
Durch seine hohe Produktivität und die über vierzigjährige Tätigkeit war A. Arnold Gillespie an hunderten Filmproduktionen beteiligt. Dokumentiert sind in der Internet Movie Database 230 Einträge, gemäß dem International Dictionary of Film and Filmmakers könnten es aber auch bis zu 600 Produktionen gewesen sein; zu erklären, wenn man die „undokumentierten“ bzw. die im Abspann nicht erwähnten Beteiligungen mit einbezieht.

## Filmografie
- 1922: Frauen auf schiefer Bahn
- 1923: Adams Rippe (Adam's Rib)
- 1925: Ben Hur
- 1926: Der Rabe von London (The Blackbird)
- 1926: Mimi (La Bohème)
- 1926: Brand im Osten (Tell It to the Marines)
- 1927: Jackie, der Schiffsjunge (Buttons)
- 1927: Nur nicht locker lassen (The Demi-Bride)
- 1927: Die blonde Kollegin (The Fair Co-Ed)
- 1928: Das göttliche Weib
- 1928: Ein Mensch der Masse
- 1934: Millionäre bevorzugt
- 1934: Zwei Herzen auf der Flucht (Fugitive Lovers)
- 1934: Geheimagent 13 (Operator 13)
- 1934: Ich kämpfe für dich (Evelyn Prentice)
- 1935: Meuterei auf der Bounty
- 1936: Tarzans Rache
- 1936: San Francisco
- 1937: Die gute Erde
- 1938: Zu heiß zum Anfassen
- 1938: Der Testpilot
- 1939: Der Zauberer von Oz
- 1940: Comrade X
- 1942: Tarzans Abenteuer in New York
- 1942: Bataan
- 1942: Mrs. Miniver
- 1943: Kampf in den Wolken
- 1944: Dreißig Sekunden über Tokio
- 1945: Broadway Melodie 1950 (Ziegfeld Follies)
- 1945: Schnellboote vor Bataan
- 1946: Eine Falle für den Banditen (Bad Bascomb)
- 1947: Der Windhund und die Lady
- 1947: Endlos ist die Prärie
- 1947: Taifun
- 1947: Anklage: Mord (High Wall)
- 1947: Bezaubernde Lippen (This Time for Keeps)
- 1948: Dr. Johnsons Heimkehr (Homecoming)
- 1948: Ein Bandit zum Küssen (The Kissing Bandit)
- 1948: Auf einer Insel mit dir (On an Island with You)
- 1948: Der beste Mann
- 1949: The Stratton Story
- 1949: Der geheime Garten
- 1949: Verlorenes Spiel (East Side, West Side)
- 1949: Ehekrieg
- 1949: Sumpf des Verbrechens (Scene of the Crime)
- 1950: The Magnificent Yankee
- 1950: Der Unglücksrabe
- 1950: Ein charmanter Flegel
- 1950: Nancy geht nach Rio (Nancy Goes to Rio)
- 1950: Tod im Nacken (To Please a Lady)
- 1950: Brustbild, bitte! (Watch the Birdie)
- 1950: Blutiger Staub (The Outriders)
- 1950: Liebeslied auf Tahiti (Pagan Love Song)
- 1951: Quo vadis?
- 1951: Drei auf Abenteuer (Soldiers Three)
- 1951: Von Gier besessen (Inside Straight)
- 1951: Anwalt des Verbrechens (The Unknown Man)
- 1951: Der Mordprozeß O’Hara (The People Against O’Hara)
- 1951: Der Cowboy, den es zweimal gab (Callaway Went Thataway)
- 1951: Karneval in Texas (Texas Carnival)
- 1951: Begegnung in Tunis (The Light Touch)
- 1952: Mann gegen Mann (Lone Star)
- 1952: Männer machen Mode (Lovely to Look At)
- 1952: Scaramouche, der galante Marquis
- 1952: Stadt der Illusionen
- 1952: Abenteuer in Rom (When in Rome)
- 1952: Schiff ohne Heimat
- 1952: Die letzte Entscheidung (Above and Beyond)
- 1952: Nur dies eine Mal (Just This Once)
- 1952: Frau in Weiß (The Girl in White)
- 1952: Stärker als Ketten (Carbine Williams)
- 1952: Verkauft und verraten (The Sellout)
- 1952: Geborgtes Glück (Invitation)
- 1953: Arena
- 1953: Arzt im Zwielicht
- 1953: Die Thronfolgerin
- 1953: Du und keine andere
- 1954: Grünes Feuer
- 1954: Eine Braut für sieben Brüder
- 1954: Verwegene Landung
- 1956: Die oberen Zehntausend
- 1956: Alarm im Weltall
- 1956: Die Macht und ihr Preis (The Power and the Prize)
- 1957: Dem Adler gleich
- 1957: Jailhouse Rock – Rhythmus hinter Gittern
- 1958: Torpedo los!
- 1959: Der unsichtbare Dritte
- 1959: Ben Hur
- 1960: Abenteuer am Mississippi
- 1961: Atlantis, der verlorene Kontinent
- 1962: Das war der Wilde Westen
- 1962: Meuterei auf der Bounty
- 1964: Goldgräber-Molly
- 1965: Die größte Geschichte aller Zeiten

## Auszeichnungen
Mit Ausnahme des Oscars 1964 für „Technische Verdienste“ erfolgten die Oscar-Auszeichnungen und-Nominierungen in der Kategorie „Beste Spezialeffekte“:

### Oscar-Preisträger
- 1945 – Dreißig Sekunden über Tokio
- 1948 – Taifun
- 1953 – Schiff ohne Heimat
- 1960 – Ben Hur
- 1964 – Sonderoscar für Engineering of an improved Background Process Projection System

### Oscar-Nominierungen
- 1940 – Der Zauberer von Oz
- 1941 – Der Draufgänger
- 1942 – Flight Command
- 1943 – Mrs. Miniver
- 1944 – Stand by for Action
- 1946 – Schnellboote vor Bataan
- 1957 – Alarm im Weltall
- 1959 – Torpedo los!
- 1963 – Meuterei auf der Bounty